# التهاب العضلات التعظمي
التهاب العضلات التعظمي يتألف التهاب العضلات التعظمي من متلازمتين تتميزان بالتعظم المتزايد (تكلس) للعضلات.

## تصنيف
```
الحالة الأولى، وإلى حد بعيد الأكثر شيوعًا، التهاب غير 
وراثي
 (يشار إليه عادة باسم "التهاب العضلات"، كما هو الحال في بقية هذه المقالة)، تحدث التكلسات في موقع العضلة المصابة، الأكثر
شيوعًا في الذراعين أو في عضلات الفخذ من الفخذين.
```

يستخدم مصطلح التهاب العضلات التعظمي الاصطدامي (myositis ossificans traumatica ) أحيانًا عندما تكون الحالة بسبب اصابة للعضلات. أيضا Myositis ossificans circumscripta هو مرادف آخر للالتهاب العضلي ossificans traumatica يشير إلى العظم الخارجي الجديد الذي يظهر بعد الحادثة.
الحالة الثانية: هي التهاب عضلي تقدمي (ossificans progressiva) (يُشار إليه أيضًا باسم fibrodysplasia ossificans progressiva) هو مرض وراثي، نمطه سائد، يمكن أن يحدث فيه التعظم بدون إصابة، وعادةً ما ينمو في نمط يمكن التنبؤ به. على الرغم من أن هذا الاضطراب يمكن أن ينتقل إلى النسل من قبل أولئك المصابين ب FOP، فإنه يصنف أيضا على أنه غير متوارث، لأنه غالبا ما يعزى إلى طفرة وراثية تلقائية اثناء الحمل.

## الفيزيولوجيا المرضية
الآلية الدقيقة لحدوث التهاب العضلات التعظمية ليست واضحة. تتسب الاستجابة غير الملائمة للخلايا الجذعية في العظم للإصابة أو الالتهاب في تمايز غير مناسب للخلايا الليفية في الخلايا العظمية. عندما يتم إصابة العضلات الهيكلية، يتم إطلاق السيتوكينات الالتهابية (بروتين مورفوجينيتيك 2، بروتين مورفوجينيتيك العظام 4، وعامل النمو). تحفزهذه السيتوكينات الخلايا المبطنة للأوعية الدموية للتحول إلى الخلايا الجذعية الوسيطة. ثم تتفرع هذه الخلايا الجذعية الوسيطة إلى خلايا غضروفية، و بانيات للعظام، مما يؤدي إلى تكوين العظام في الأنسجة الرخوة. يمكن تقسيم عملية التهاب العضل إلى ثلاث مراحل: مبكرة، وسيطة، وناضجة. تحدث المرحلة المبكرة في الأسابيع الأربعة الأولى من الإصابة مع المرحلة الالتهابية من تكوين العظام. ويتبع ذلك مرحلة متوسطة من تكوين العظم (بعد أربعة إلى ثمانية أسابيع من الإصابة) حيث يبدأ حدوث التكلس ويكون واضحًا على الأشعة السينية. خلال مرحلة النضج تبدأ العظام الناضجة في التكون. ومع استمرار النضج، ستتماسك العظام في الأشهر القادمة، ثم يحدث الانحدار التعظمي.

## التشخيص

### التشخيص السونوغرافي
عادة ما يتم وصف التكلس قبل أسبوعين بالموجات فوق الصوتية قبل ظهوره بالأشعة العادية. يحدث المرض في مرحلتين متميزتين مع عروض مختلفة بالاشعة السونوغرافية. في المرحلة المبكرة، و التي وصفت بأنها غير ناضجة، تصور كتلة نسيجية ناعمة غير محددة تتراوح من منطقة ذات صدى قليل مع حافة خارجية واضحة إلى منطقة عالية الصدى مع تظليل متغير. في المرحلة المتأخرة، يُطلق عليها اسم "الالتهاب التعظمي الناضح للعضلات"، وهو عبارة عن رواسب متطاولة تتماشى مع المحور الطويل للعضلة، ويظهر الظل الصوتي، ولا توجد كتلة نسيجية ناعمة مرتبطة به. قد تظهر الاشعة السينية التشخيص في مرحلة مبكرة، ولكن يجب أن نتابع تطور النضج المتتالي للمرض.
يتضمن التشخيص التفريقي العديد من الأمراض السرطانية وغير السرطانية. مصدر القلق الرئيسي هو التفريق بين التهاب العضلات في وقت مبكر عن الأورام الخبيثة في الأنسجة الرخوة، ويمكن ترجيح الامراض السرطانية من خلال عملية النمو السريعة. ينبغي إجراء خزعة للأنسجة إذا كانت النتائج السريرية أو التصوير فوق الصوتية مثيرة للشكوك ويشتبه في الساركوما، قد تكون النتائج المجهرية مضللة خلال المرحلة المبكرة.

### التشخيص الإشعاعي
```
الخصائص الإشعاعية لالتهاب العضلات التعظمي هي "تبلور الأنسجة الرخوة الباهتة في غضون أسبوعين إلى 6 أسابيع، (قد يتكون هامش عظمي محدد بوضوح قبل 8 أسابيع).
[
9
]
[
10
]
[
11
]
```

العلاج
```
يُعتقد أن تكوين العظام في 
الأنسجة اللينة
 يرتبط بتكوين 
تجمع دموي
 لأن التهاب العضلات التعظمي أكثر شيوعًا في أولئك الذين يعانون من النزيف. تذوب 
التكلسات
 عادة بعد فترة من الزمن لذا يُرجح العلاج غير الجراحي لتقليل الأعراض غير السارة وتقويةوظيفة الطرف المصاب.
```

بعد إصابة في العضلات الهيكلية ينبغي عدم تحريك الطرف المتضرر مع الراحة في الفراش، والعلاج بالثلج، والضغط، و رفع الطرف المصاب. كما يمكن استخدام العكازات للتمشي مع توفير الراحة الكافية للعضو المصاب وتقليل حدوث التجمع الدموي. العلاج بالثلج لمدة 15 إلى 20 دقيقة كل 30 إلى 60 دقيقة مفيد لتقليل تدفق الدم في العضلات الهيكلية بنسبة 50٪. لا يوصى في هذه المرحلة بالعلاج الطبيعي لمنع تفاقم الأعراض. بعد 48 إلى 72 ساعة، يمكن إدخال مجموعة من التمارين الرياضية طالما أن نطاق الحركة غير مؤلم.يمكن القيام بالتمارين الرياضية إذا أصبح المرض أكثر نضجًا لاستعادة قوة العضلة.يعتبر لاستئصال الجراحي حل لأولئك الذين فشلوا في العلاج غير الجراحي، أولئك الذين يعانون من ألم لا يطاق، وضغط الانسجة الوعائية العصبية، والحد من مدى حركة المفصل الذي يؤثر على أنشطة الحياة اليومية. يتم إجراء الجراحة فقط بعد 6 إلى 18 شهرًا بعد الإصابة لأن الجراحة لا تغير عملية نضج العظام. إذا تم إجراء الجراحة في وقت مبكر جدًا، فقد يؤدي ذلك إلى حدوث تكرار. ومع ذلك، فإن التوقيت الأمثل للجراحة ومعدل التكرار بعد الجراحة المبكرة مثير للجدل لأن بعض الدراسات أظهرت أن الجراحة المبكرة تقلل من معدل تكرارها.بالنسبة لأولئك الذين اجروا استبدال مفصل الورك بالكامل أو تقويم مفاصل الورك بالكامل، فإن جرعة اشعاعية واحدة بجرعات منخفضة بعد العملية الجراحية مع 3 أسابيع من نظام الإندوميتاسين عن طريق الفم سوف يكون وقائيا من أجل تحجيم المرض. العلاج الإشعاعي فعال أيضا في منع التكرار لدى أولئك الذين قاموا بالاستئصال الجراحي لتحجر الكوع.